# Franz Xaver Neruda

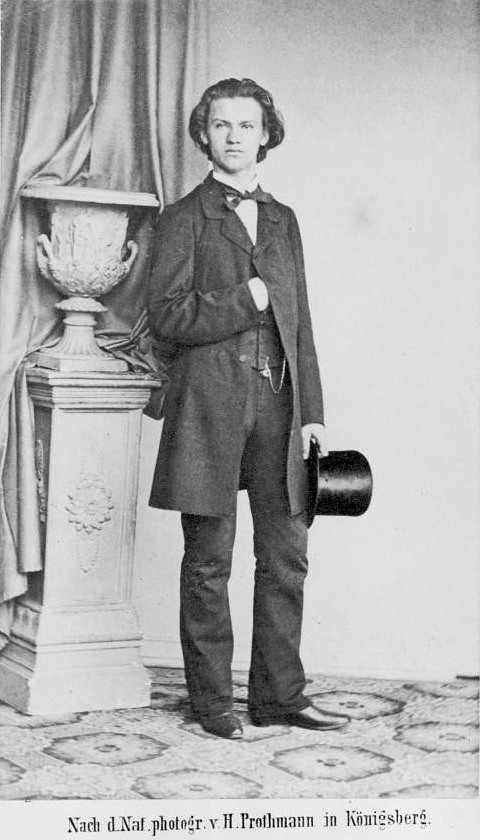
Franz Xaver Neruda

Franz Xaver Neruda (* 3. Dezember 1843 in Brünn, Österreich-Ungarn; † 19. März 1915 in Kopenhagen) war ein dänischer, romantischer Komponist mährischer Herkunft.

## Biographie
Franz Xaver Neruda war das fünfte Kind des Domorganisten der Kathedrale von Brünn, Josef Neruda (* 16. Januar 1807 in Mohelno, Bezirk Trebitsch; † 18. Februar 1875 in Brünn). Franz Xaver wuchs mit seinen musikalisch begabten Geschwistern in Wien auf, lernte zunächst vom Vater Violine, ab 1852, nach dem Tod seines Bruders Viktor Neruda, der Cello erlernt hatte, autodidaktisch auch dieses. Mit dem Vater und vier Geschwistern trat er erfolgreich als Violoncellist europaweit im Neruda-Quartett sowie als Solist auf. 1859 studierte er für ein halbes Jahr Cello bei Adrien-François Servais. Seine Schwester Wilhelmine Neruda (1839–1911) wurde eine bedeutende Violinistin.
1864 bis 1869 war Franz Xaver Neruda Mitglied der königlichen Kapelle in Kopenhagen. Am 3. Dezember 1868 gründete er dort den Kammermusik-Verein und wurde im Folgejahr zum königlichen Kammermusiker ernannt. 1869 heiratete er die Balletttänzerin Camilla Cetti, lebte 1869 bis 1879 als freier Virtuose in England, danach wieder in Kopenhagen als Leiter des von ihm gegründeten Streichquartetts, 1889 bis 1891 – von Anton Rubinstein als Nachfolger des Karl Juljewitsch Dawidow berufen – als Professor für Cello am Sankt Petersburger Konservatorium. Er wurde 1891 Dirigent des Musikvereins in Stockholm, 1892 des Musikforeningen in Kopenhagen als Nachfolger von Niels Wilhelm Gade. 1893 erhielt er eine Professur für Cello (Königlich Dänisches Musikkonservatorium) in Kopenhagen. Nach Franz Xaver Nerudas Tod im Jahr 1915 wurde Carl Nielsen sein Nachfolger in der Leitung des Kopenhagener Musikvereins und komponierte einen Prolog für Rezitation und Orchester In memoriam Franz Neruda. Seine heute nur wenig bekannten Kompositionen vereinen erfolgreich böhmisch-mährische und nordeuropäische Musiktraditionen.

## Werke
Zu den Kompositionen des Franz Xaver Neruda gehören neben fünf Cellokonzerten, vier Quartetten und drei Orchesterwerken vor allem kleinere Stücke für Klavier, Orgel, Cello und Violine sowie Lieder.
- Das Konzert für Violoncello und Orchester Nr. 2 in d-Moll (op. 59) gehörte älteren Ausgaben der Musik in Geschichte und Gegenwart zufolge zum Repertoire eines jeden Cellisten.

- Die Konzerte für Violoncello und Orchester Nr. 1 in e-Moll (op. 57), Nr. 3 in A-Dur (op. 60) und Nr. 5 in G-Dur (op. 66) wurden im Mai 2005 von der Anhaltischen Philharmonie Dessau unter Golo Berg  mit der Cellistin Beate Altenburg uraufgeführt. Die bei diesem Anlass aufgenommene Doppel-CD Cello concertos ist derzeit der einzige allgemein erhältliche Tonträger mit Werken des Komponisten.